# CD San Marcos de Arica
Club Deportivo San Marcos de Arica ist ein chilenischer Fußballverein aus Arica. Der 1978 gegründete Verein trägt seine Heimspiele im Estadio Carlos Dittborn aus, das 9.700 Zuschauern Platz bietet.

## Geschichte
Der Fußballklub Club Deportivo San Marcos de Arica wurde am 14. Februar 1978 in der Stadt Arica, mit heutzutage knapp 200.000 Einwohnern im Norden Chiles nahe der Grenze zu Peru gelegen, gegründet. Dabei erhielt der neu ins Leben gerufene Verein zunächst den Namen Deportes Arica, den er bis ins Jahr 2005 behielt, ehe eine Umbenennung zum heutigen San Marcos de Arica erfolgte. Als Spielstätte steht dem Klub das Estadio Carlos Dittborn zur Verfügung, das gegenwärtig zwar nur noch Platz für knapp 10.000 Zuschauer bietet, aber durchaus mit einer großen Geschichte aufweisen kann. Das Stadion war eines von nur vier, die Austragungsort für die in Chile stattfindende Fußball-Weltmeisterschaft 1962 waren. Die Wahl fiel damals auf Arica aufgrund dessen Nähe zu Peru, wobei die Ausrichter damit rechneten, dass sich die peruanische Mannschaft für die Fußball-Weltmeisterschaft qualifizieren würde, was dann aber nicht geschah. Somit war Arica 1962 WM-Spielort, ohne dass es überhaupt einen nennenswerten Verein aus der Stadt gab. Ein solcher wurde erst 1978 gegründet und spielte vom ersten Jahr nach der Gründung an in der zweiten chilenischen Fußballliga, der Primera División B. Nach drei Jahren in dieser Spielklasse erreichte man in der Zweitligasaison 1981 den ersten Platz und stieg erstmals in der noch jungen Vereinsgeschichte in Chiles höchste Fußballliga, die Primera División, auf. Dort konnte sich Deportes Arica vier Jahre lang halten und erreichte in dieser Zeit in der Saison 1984 einen unerwartet starken vierten Tabellenplatz. Nur ein Jahr darauf erfolgte dann aber der Wiederabstieg in die Primera B.
In jener Liga fand man Deportes Arica von 1986 bis 2005, ehe man zum ersten Mal überhaupt nur noch drittklassig war. Einhergehend mit dem Abstieg in die dritte Liga kam dann die Namensänderung in San Marcos de Arica. Zwei Jahre nach dem Abstieg aus der Primera División B schaffte San Marcos de Arica dann die Rückkehr in die zweithöchste chilenische Spielklasse. 2012 gelang dann sogar nach 27 Jahren wieder der Aufstieg in die Primera División, als man den ersten Platz in der Primera División B belegte und zusammen mit Deportivo Ñublense und Everton de Viña del Mar aufstieg. Zurück in der ersten Liga konnte man aber nur zwei Siege und drei Unentschieden sammeln, der Rest waren alles Niederlagen. Die Folge war der direkte Wiederabstieg als Vorletzter einzig vor CD Cobresal, aber als Letzter in der Abstiegstabelle. Seit der Apertura 2013 spielt CD San Marcos de Arica wieder in der Primera División B. 2021 stieg der Verein als Tabellenletzter in die Drittklassigkeit ab, schaffte aber den sofortigen Wiederaufstieg in die Primera B.

## Erfolge
- Primera División B: 2× (1981, 2012)

- Torneo Apertura Segunda División: 1× (1981)

- Segunda División: 1× (2022)

- Tercera División: 1× (2007)

## Bekannte Spieler
- Cristián Castañeda, chilenischer WM-Teilnehmer von 1998, lange Jahre bei Universidad de Chile aktiv, 2005 als letzte Karrierestation bei San Marcos de Arica
- Osvaldo Hurtado, in den 1980ern Profi von Universidad Católica, Cádiz und Charleroi, 1992 bis 1993 als letzte Station bei San Marcos de Arica
- Cristián Montecinos, neunfacher chilenischer Nationalspieler, als Profi in Chile, Kolumbien, Mexiko und den Vereinigten Arabischen Emiraten unterwegs, kurz bei San Marcos
- Francisco Valdés, langjähriger Kapitän der chilenischen Nationalmannschaft in den 1970er Jahren und Spieler von Colo-Colo, zum Karriereende hin 1979 bis 1981 in Arica unter Vertrag